# 白宝蓝
白宝蓝（韓語：백보람，1988年6月18日—），艺名Geummi（금미），韩国女子偶像组合Crayon Pop成员，在队内担任队长、主舞、副唱，有“Crayon Pop的天然维他命”的称号。
Gummi在2020年2月23日於首爾與同年齡的企業家舉行私人婚禮，2020年8月長子出生，並在2022年2月17日宣布懷了第二個孩子，女兒於該年5月25日出生。

## 主要作品

### 参演微电影
| 上映日期 | 電影名稱                                    | 角色   | 拍摄地点   | 合作演员                                        |
| 2012年   | 咖喱校园                                    | GeumMi | 杭州       | 水果茶组合、Crayon Pop其他成员（除Way）、SeRang |
| 2014年   | 韓國産業安全保健公團 網絡劇《6人室》(6인실) | 韓國   | 2014年10月 |                                                 |

### 发行写真
| 日期         | 名称                        |
| 2014年2月4日 | 《Crayon Pop In Australia》 |

### 综艺节目

#### 个人出演
| 年份          | 電視台 / 節目名稱  | 集數  |
| 2013年-2014年 | KBS2 / 出发梦之队2 | 共4集 |

#### 团体出演

##### CPTV官方製作網路節目
| 年份          | 節目名稱             | 集數                                                                      |
| 2012年-2013年 | Crayon Pop TV 第一季 | 共10集。未包含2012年12月16日之線上試播版。正式第1集於2012年12月30日製播。 |
| 2013年-2014年 | Crayon Pop TV 第二季 | 目前播至第10集、外加一集「香港特輯」。                                    |

##### 電視節目
| 年份           | 電視台 / 節目名稱                          | 集數  |
| 2013年         | MBC / Crayon Pop五顏六色成長日記           | 共3集 |
| 2013年         | KBS / 野生的發現([힐링투어 야생의 발견)    | 共2集 |
| 2013年11月26日 | QTV / 殷熙商談所                           | 第1集 |
| 2014年         | MBC / 藝人住我家2(우리집에 연예인이 산다2) | 共2集 |

## 外部連結
- 白宝蓝的Instagram帳戶